# فانتوم بلانيت
فانتوم بلانيت (بالإنجليزية: Phantom Planet) هي فرقة روك أمريكية تأسست في لوس انجلوس عام  1994. أعضاء الفرقة هم (اليكس جرينوالد: غناء، قيثارة), (دارين روبنسون:قيثارة أول), (سام فيرار: غيتار البيس) و (جيف كونراد: ايقاعات). اشتهرت الفرقة بأغنية «كاليفورنيا» التي استخدمت كأغنية المقدمة لمسلسل قناة فوكس، (ذا أو سي: The O.C). كان الممثل الأمريكي (جيسن شوارتزمن) عضواً بالفرقة حتى عام 2003. في 25 نوفمبر 2008 اعلنت الفرقة على مدونة لهم بأنهم سيتوقفون عن العزف بالعروض الحية وتسجيل الاغاني. قدموا اخر عرضاً لهم في 12 ديسمبر 2008, في لوس انجلوس. بعدة فترة اجتمعوا وقدموا أكثر من عرض.    

## تأريخ الفرقة

### البداية (1994-1998)
سُميَت الفرقة «فانتوم بلانيت» بأسم فيلم درجة ثانية من عام 1961 كان اسمة «ذا فانتوم بلانيت». ادت الفرقة أول اداء لها عام 1994 في هوليوود، كاليفورنيا. 
عندما كانوا مراهقين، عزفت الفرقة كثيراً في وحول هوليوود، حتى لفتت انتباه مديري شركة جيفين للتسجيلات. وقعت الفرقة عقداً مع جيفين عام 1997 واطلقوا أول البوماتهم (فانتوم بلانيت از مسنج: Phantom Planet is Missing) عام 1998. اظهر الالبوم تشابها موسيقيا بفرقة ويزر، وتأثيراً من «ذا بيج بويز» و «الكترك لايت اوركسترا», لكن الالبوم فشل نسبياً بين المعجبين والنقاد. بعد ظهور عدد من أعضاء الفرقة بالتلفاز والسينما ساعد ذلك الفرقة ببناء قاعدة معجبين أكبر.   

### ذا جيست (2002-2003)
انضمت تسجيلات جيفين إلىمجموعة يونيفرسال الموسيقية، بعدها وقعت الفرقة مع «تسجيلات ايبك». حضرت «شارليت فرووم» ابنة المنتج الموسيقي «ميتشل فرووم» الذي عمل مع (إلفيس كوستيلو و بول مكارتني) إحدى عروض الفرقة في وقت كانت الفرقة تبحث عن منتج لتسجيل البومهم الثاني. اعجابا بموسيقاهم طلبت شارليت من والدها إنتاج موسيقاهم، وافق والدها بعد لقائه بالفرقة.  
أطلق «ذا جيست» في 2012, دارت الفرقة مايقارب 18 شهرا للترويج للالبوم. وفي 2002 حصلت الفرقة على فرصة افتتاح عرض إلفيس كوستيلو. حصل الالبوم على اهتماما أكبر عندما اختيرت أغنية «كاليفورنيا» كأغنية المقدمة لمسلسل «ذا أو سي».

### فانتوم بلانيت (2004)
شهد الالبوم تغيراً بأداء واعضاء الفرقة. في فترة التسجيل ترك العضو المؤسس وعازف الايقاعات (جيسن شوارتزمن) للتركيز على حياته المهنية بالتمثيل. 

### رَيز ذا ديد (2007-2008)
في بداية فترة التسجيل انتهى عقد الفرقة مع «تسجيلات ايبك» مما جعلم يبحثون عن منتج اخر، بعها وقعت الفرقة عقداً مع «فيولد باي رايمن» التي كانت تسجل لفرق مثل (فول آوت بوي، بارامور، بانيك آت ذا ديسكو، ذا هش ساوند، وذا اكاديمي إز...).
في 20 يناير سنة 2008، أعلنت الفرقة بحسابها بموقع ماي سبيس بأن الألبوم سيجهز في 24 يناير وسيصدر في 15 أبريل 2008. 

### توقف إلى اجل غير مسمى (2008)
في 25 نوفمبر، 2008 اعلنت الفرقة بمدونتها بأن عرضها الاخير سيكون في لوس انجلوس 12 ديسمبر، 2008.  
عزفت الفرقة عرضها الاخير في لوس انجلوس، ذكر اليكس عدة مرات بأن الفرقة لن تنفصل بل ستتوقف لاجل غير مسمى.

### لم الشمل (2011-حتى الآن)
في 4 نوفمبر 2011, انشأ حساب تويتر بأسم الفرقة وذكر سيتم لم شمل الفرقة في 2012. وبنهاية يناير 2012 اعلنت الفرقة ان عرض لم شملها سيكون في 13 يونيو في لوس انجلوس.  

## مشاريع ما بعد - فانتوم بلانيت (2009-الآن)
في سبتمبر 2009, أعلن اليكس عن البومه المنفرد نشر قائمة اغاني الالبوم على حساب تويتر الخاص به.
انضم المغني الرئيسي لفرقة فانتوم بلانيت لفرقة فايز. كما انضم سام فارار لفرقة تدعى «اوبيراشن الوها», ومنذ 2012 شارك فيرار كعضو اضافي مع فرقة مارون 5.

## الالبومات
البومات مسجلة
- فانتوم بلانيت از مسنغ (1998)
- ذا غيست (2002)
- فانتوم بلانيت (2004)
- رَيزذا ديد (2008)

1. ↑  "معلومات عن فانتوم بلانيت على موقع discogs.com". discogs.com. مؤرشف من الأصل في 2018-09-29.
2. ↑  "معلومات عن فانتوم بلانيت على موقع catalogue.bnf.fr". catalogue.bnf.fr. مؤرشف من الأصل في 2019-05-02.
3. ↑  "معلومات عن فانتوم بلانيت على موقع musicbrainz.org". musicbrainz.org. مؤرشف من الأصل في 2018-09-29.

## وصلات خارجية
- فانتوم بلانيت على موقع IMDb (الإنجليزية)
- فانتوم بلانيت على موقع ميوزك برينز (الإنجليزية)
- فانتوم بلانيت على موقع أول ميوزيك (الإنجليزية)
- فانتوم بلانيت على موقع ديسكوغز (الإنجليزية)

- الموقع الرسمي
- Phantom Planet's official fan site
- Official Youtube channel
- Phantom Planet DRIV3R interview نسخة محفوظة 16 نوفمبر 2007 على موقع واي باك مشين.
- Phantom Planet at Last.fm